# Huntingdon (Pennsylvania)
Huntingdon is een plaats (borough) in de Amerikaanse staat Pennsylvania, en valt bestuurlijk gezien onder Huntingdon County.

## Demografie
Bij de volkstelling in 2000 werd het aantal inwoners vastgesteld op 6918. In 2006 is het aantal inwoners door het United States Census Bureau geschat op 6827, een daling van 91 (-1,3%).

## Geografie
Volgens het United States Census Bureau beslaat de plaats een oppervlakte van 9,1 km², waarvan 8,9 km² land en 0,2 km² water. Huntingdon ligt op ongeveer 239 m boven zeeniveau.

## Plaatsen in de nabije omgeving
De onderstaande figuur toont nabijgelegen plaatsen in een straal van 16 km rond Huntingdon.

## Geboren
- Joseph Saxton (1799 - 1873), uitvinder, horlogemaker, bankwerker en fotograaf
- David McMurtrie Gregg (1833-1916), beroepsofficier en Noordelijke generaal tijdens de Amerikaanse Burgeroorlog
- Cutty Cutshall (1911 - 1968), jazztrombonist
- Gregory Grove (1972), model, pornoacteur en bodybuilder